# Aristolochia macroura
Aristolochia macroura är en piprankeväxtart som beskrevs av Gomez. Aristolochia macroura ingår i släktet piprankor, och familjen piprankeväxter. Inga underarter finns listade i Catalogue of Life.